# Alexis Arquette
Alexis Arquette, född Robert Arquette den 28 juli 1969 i Los Angeles, död 11 september 2016 i Los Angeles, var en amerikansk skådespelare. 
Arquette gjorde rollen som George Stitzer i filmen The Wedding Singer och medverkade i realityshowen The Surreal Life 2004, där hon förklarade att hon var transsexuell och avsåg genomgå könskorrigerande behandling från man till kvinna.
Alexis Arquette var dotter till skådespelaren Lewis Arquette och syster till Rosanna, Richmond, Patricia och David Arquette.

## Filmografi (urval)
- 1989 – Slutstation Brooklyn
- 1992 – Möss och människor
- 1994 – Trekant
- 1996 – Ibland kommer de tillbaka... Igen!
- 1998 – Children of the Corn 5
- 1998 – Bride of Chucky
- 1998 – Wedding Singer
- 2002 – Spun
- 2002 – The Trip